# Íon nitrônio
O íon nitrônio NO+

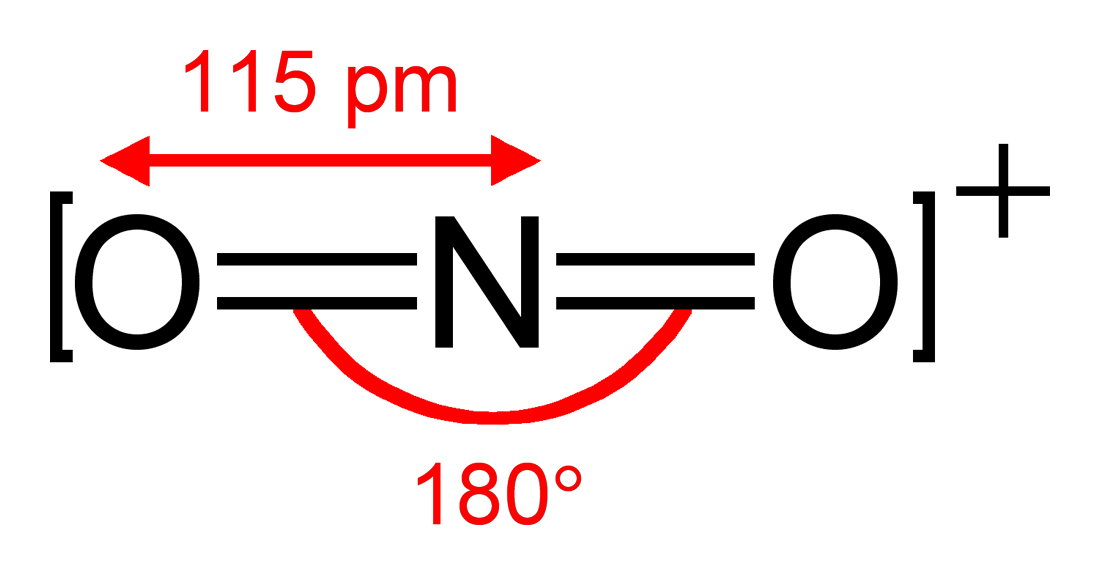
A estrutura e ligações no cátion nitrônio, NO_{2}^{+}

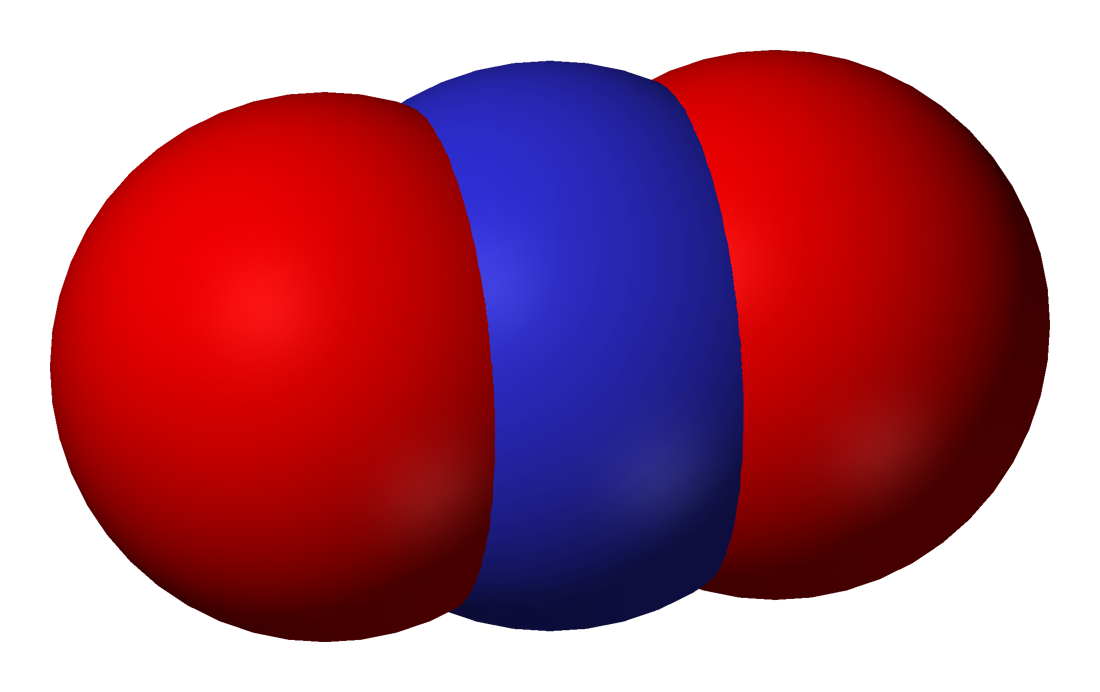
Modelo espacial do nitrônio

2  é um cátion geralmente instável criado pela remoção de um elétron da molécula paramagnética de dióxido de nitrogênio,[carece de fontes?] ou a protonação e desidratação de ácido nítrico.
O nome recomendado pela IUPAC para este cation é  cation nitrilo, pois a palavra nitrônio poderia ser confundida com o cation amônio.